# رينيه فيدي
رينيه فيدي (بالفرنسية: René Fédé)‏ فيلسوف فرنسي من القرن السابع عشر ولد في شاتوان عام 1645 ، توفي في نفس المدينة يوم 17 أبريل 1716.